# Bolos de San Genadio

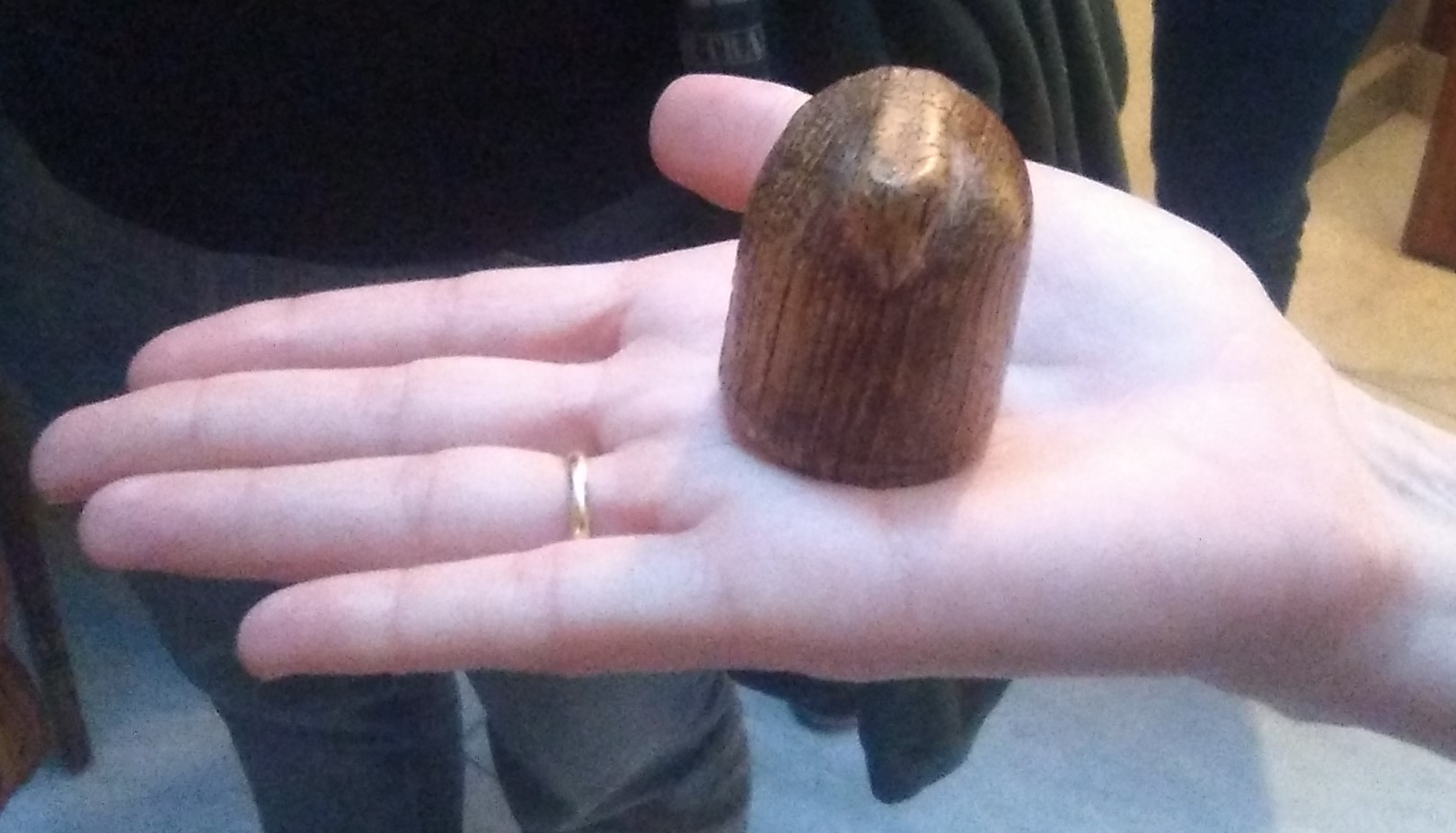
Caballo de ajedrez de San Genadio (Sacristía de la Basílica de la Encina, Ponferrada)

Los Bolos de San Genadio, también conocidos como las piezas de ajedrez de Peñalba, son cuatro piezas de ajedrez del siglo IX originarias de Santiago de Peñalba, en el espacio cultural de la Tebaida leonesa (El Bierzo, provincia de León, España). Son consideradas como las piezas de ajedrez más antiguas de Europa, traídas por anacoretas mozárabes que las llevaron desde el sur de Al Ándalus al Reino de León. Su origen se atribuye al monje fundador del monasterio de Peñalba y obispo de Astorga, San Genadio.En la actualidad, se conservan un total de cuatro piezas talladas en asta de ciervo: dos torres, una de ellas rota en dos pedazos, un caballo y un alfil.

## Origen

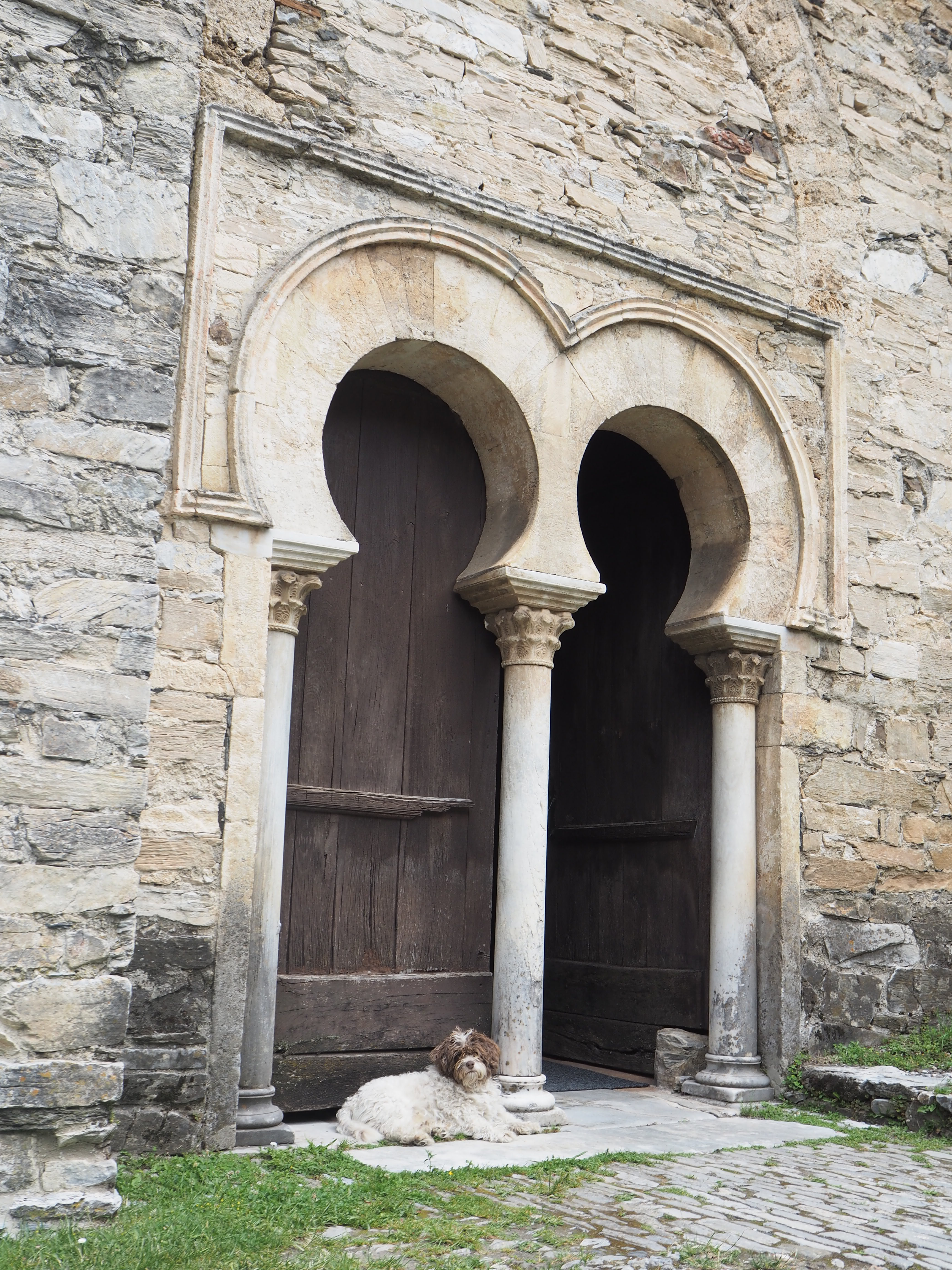
Iglesia de Santiago de Peñalba, lugar de origen de las piezas

La piezas de ajedrez de Peñalba han sido atribuidas por la tradición a los objetos y reliquias relacionados con la figura de San Genadio, y "que bien pudieron alcanzarle" en palabras del historiador Manuel Gómez Moreno, que estudió las mismas a principios del siglo XX. Según otras opiniones tales piezas corresponderían a una suerte de prácticas adivinatorias llamadas "sortes sacerdotarum" e identifican al dueño de tales con el obispo-abad Salomón, y no con San Genadio. Los devotos las consideraron pertenecientes a un ajedrez, con el que el santo se entretenía en los momentos de ocio, jugando con sus compañeros de retiro espiritual. En la tradición popular fueron conocidas estas piezas como "Bolos de San Genadio", pues por su tamaño reducido recordaban al juego tradicional berciano, creyendo que para tal fin eran utilizadas por los monjes del monasterio de Peñalba.